# Karlshagen
Karlshagen est une commune de l'arrondissement de Poméranie-Occidentale-Greifswald, Land de Mecklembourg-Poméranie-Occidentale.

## Géographie
La commune est une station balnéaire située sur l'isthme de l'île d'Usedom, entre Trassenheide et Peenemünde.

## Histoire
En 1829, c'est un village de pêcheurs. Il se donne le nom de "Carlshagen" en 1839 en l'honneur de Carl Triest, le gouverneur de Stettin, qui a contribué à sa création.
On construit une jetée en 1885 et l'église en 1912.
De 1939 à 1945, Karlshagen se trouve près du centre de recherche de l'armée nazie (de) de Peenemünde. Dans les années 1930, on bâtit les logements pour recevoir le personnel. Bien que ces quartiers aient été en grande partie détruits lors de raids aériens en 1943 et 1944, certaines rues conservent ces maisons. La ligne de chemin de fer vers Peenemünde passe en plein milieu du territoire de la commune avec un tunnel très épais qui sert d'abri anti-aérien. Une gare reçoit les réserves de la Wehrmacht et les prisonniers.
Au cours de la Seconde Guerre mondiale, il y a trois camp de prisonniers dans la zone réglementée. Comme celui au sud, le camp de Trassenmoor entre Karlshagen et Trassenheide est composé de centaines d'ouvriers forcés et des prisonniers de guerre de l'Armée Rouge. Celui de nord enferme les personnes détenues à Ravensbrück et dans d'autres camps de concentration. Tous travaillent pour l'usine d'armement qui développe les missiles V1 et les V2. 213 d'entre eux meurent dans les bombardements de Peenemünde et Karlshagen au cours de l'opération Hydra (en) le 17 et 18 août 1943. Ils sont ensuite employés à la reconstruction. Les gardes sont des soldats de la Wehrmacht logés de l'autre côté du Peenestrom. Un Avro Lancaster s'est écrasé dans les marais. Un monument pour tous ces prisonniers est élevé en 1971.

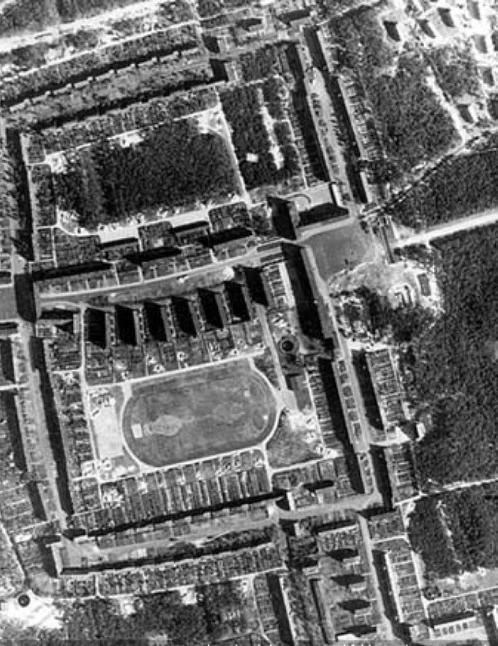
Les résidences du centre de recherche à Karlshagen avant les bombardements
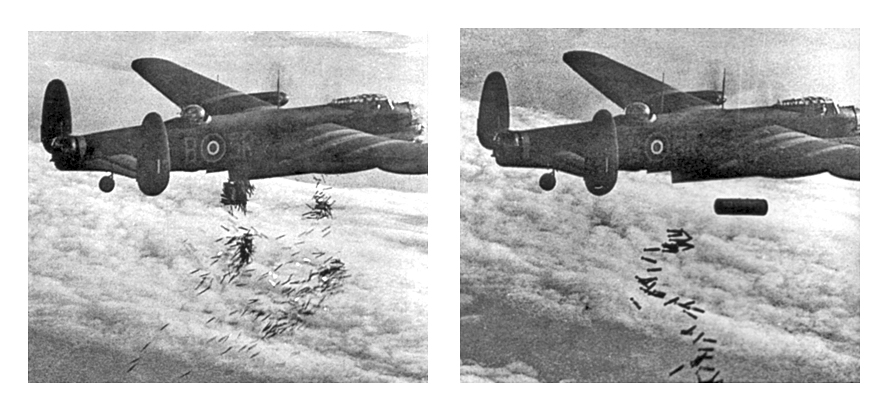
Bombardement au-dessus de Karlshagen par un Avro Lancaster
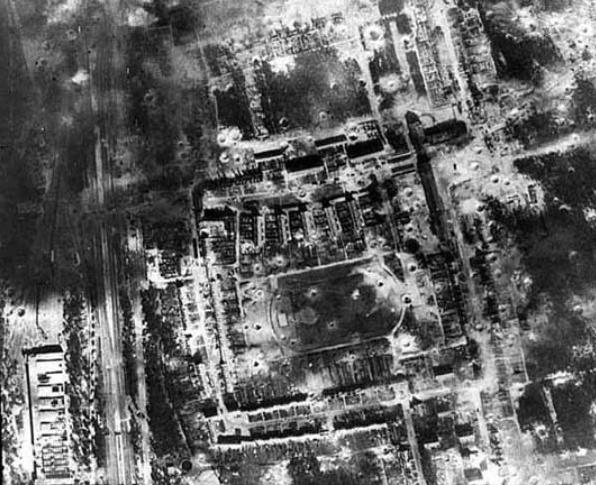
Les résidences du centre de recherche à Karlshagen après les bombardements

Après la guerre, sous la RDA, l'armée maintient les restrictions autour de la zone militaire de Peenemünde. Au cours des années 1950, on dresse une ligne à haute tension de 110 kV afin de distribuer la centrale de Peenemünde, prévue pour le centre de recherches.
Par ailleurs, on créé un des plus grands centres de vacances pour les enfants de RDA. Il est encore aujourd'hui un centre de vacances. Après la réunification, le tourisme devient la principale ressource économique. Une marina est créée. En 1997, Karlshagen reçoit le label de station balnéaire. Depuis 2000, elle accueille l'Usedom-Beachcup, l'un des tournois européens de beach-volley.